# Bánki András
Bánki András (Budapest, 1951. május 3. – 2025. január 27. vagy előtte) magyar újságíró.

## Életpályája
1971-1976 között a Marx Károly Közgazdaságtudományi Egyetem hallgatója volt (a Közgazdász hetilapnál kezdett el cikkeket írni). 
1976-1994 között a Magyar Hírlap munkatársa volt. 1989-2000 között a MÚOSZ elnökségi tagja volt. 1990-1994 között a Magyar Hírlap főszerkesztő-helyettese volt. 1994-1995 között a Vasárnapi Hírek társfőszerkesztője, 1995-ben főszerkesztője volt. 1995-1997 között a 168 Óra felelős szerkesztője volt. 1997-1998 között a Világgazdaság főszerkesztő-helyettese, 1998-2007 között főszerkesztője volt. 2007 óta az Axel Springer AG kiadói projektjeinek főszerkesztője volt.